# Stradling (Adelsgeschlecht)

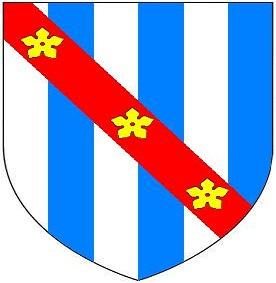
Wappen der Familie Stradling

Die Familie Stradling war ein englisch-walisisches bzw. britisches Adelsgeschlecht.

## Herkunft
Nach der Familiengeschichte von Edward Stradling aus dem späten 16. Jahrhundert stammte die Familie aus dem Ostseeraum. Der Stammvater der Familie soll während der normannischen Eroberung nach England gekommen sein. Sein Nachfahre Sir William Stradling sei einer der zwölf Ritter gewesen, mit denen Robert Fitzhamon 1090 Südwales eroberte. Zum Dank erhielt er St Donat’s Castle. Diese Geschichte ist aber völlig unbelegt und haltlos. Tatsächlich war der Ahnherr der Familie Johann von Strättligen, der aus der Familie Strättligen aus dem Berner Oberland stammte. Dieser gehörte zu den Adligen, die im Gefolge von Eleonore von der Provence, der Frau von König Heinrich III., nach England kamen. Johann von Strättligen diente der englischen Krone und wurde mit Landbesitz belohnt.

## Erwerb von umfangreichen Besitzungen in Wales und England

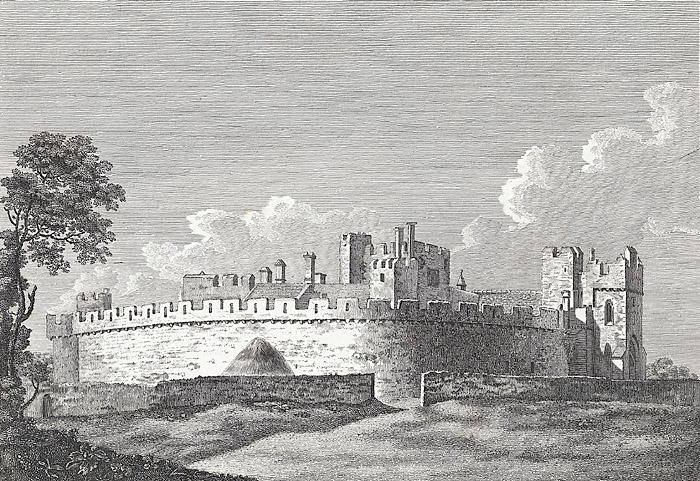
St Donat’s Castle in Glamorgan, der Hauptsitz der Familie Stradling. Darstellung von 1777.

Johanns Sohn Peter Stradelinges erwarb durch Heirat zu Beginn des 14. Jahrhunderts St Donat’s Castle in Glamorgan sowie weiteren Grundbesitz in Südwestengland, den er als Vasall von verschiedenen Lehnsherren hielt. In den nächsten Generationen erwarb die Familie weiteren Grundbesitz in Glamorgan, aber auch in Monmouthshire in Südostwales sowie Besitzungen in Somerset, Wiltshire, Oxfordshire und Dorset. Zahlreiche Angehörige der Familie wurden zu Rittern geschlagen, und Edward Stradling (1389–1453) erhielt durch den Einfluss seines Schwiegervaters, des späteren Kardinals Beaufort, wichtige und einträgliche Ämter in Wales. Durch den frühen Tod seines Enkels Thomas Stradling 1480 erlitt die Familie Verluste durch eine lange Minderjährigkeitsverwaltung, doch sie wurde nicht in die Wirren der Endphase der Rosenkriege verwickelt. Nachdem Wales um 1535 vollständig in England eingegliedert worden war und damit auch Vertreter in das Parlament entsenden durfte, wurden mehrere Angehörige der Familie als Abgeordnete für das House of Commons gewählt. Die Familie identifizierte sich im 16. und 17. Jahrhundert stark mit Glamorgan. Als eine der führenden englisch-walisischen Familien der Region förderten sie die walisische Sprache und beschäftigten sich selbst mit ihrer eigenen Familiengeschichte und der Geschichte der Region.

## Aufstieg in den erblichen Adel und Erlöschen der Hauptlinie
1611 konnte John Stradling den erblichen Titel eines Baronet, of St Donat’s in the County of Glamorgan, erwerben, den die Familienoberhäupter fortan führten. Während des Englischen Bürgerkriegs kämpften zahlreiche Angehörige der Familie auf der Seite des Königs. Der 3. Baronet starb an Verletzungen, die er im Kampf erlitten hatte, und die Familienbesitzungen erlitten so schwere Schäden, dass noch der 5. Baronet die finanziellen Folgen spürte. Dennoch sollen die Einkünfte der Familie aus ihren Besitzungen zu Beginn des 18. Jahrhunderts jährlich etwa £ 5000 betragen haben. Damit gehörte die Hauptlinie der Familie zwar zu den führenden Familien der Gentry von Glamorgan, doch sie erlangte nicht die politische Bedeutung der Familien Herbert und Mansel. Mit dem kinderlosen Tod des 6. Baronets starb die Hauptlinie der Familie 1738 in männlicher Linie aus und der Titel Baronet erlosch. Der Großteil der Besitzungen fiel zunächst an seinen Verwandten Bussy Mansel, doch nach dessen kinderlosen Tod 1750 wurde der Besitz in einem langwierigen Erbprozess aufgeteilt. Die berühmte Bibliothek von St Donat’s, mit deren Aufbau vor allem der Gelehrte Edward Mansel ab der Mitte des 16. Jahrhunderts begonnen hatte, war bereits zuvor verkauft und zerstreut worden.

## Stammliste (Auszug)
1. John de Estratlinges († um 1293)
  1. Peter Stradelinges († vor 1314)
    1. Sir Edward Stradling († um 1363)
      1. Sir Edward Stradling († um 1394)
        1. Sir William Stradling († vor 1412)
          1. Sir Edward Stradling (1389–1453)
            1. Sir Henry Stradling (1423–1476)
              1. Thomas Stradling († 1480)
                1. Edward Stradling (um 1472–1535)
                  1. Thomas Stradling († 1571)
                    1. Sir Edward Stradling (um 1529–1609)
                    2. David Stradling (vor 1537–nach 1575)

                2. Henry Stradling
                  1. Francis Stradling
                    1. Sir John Stradling, 1. Baronet (1563–1637)
                      1. Sir Edward Stradling, 2. Baronet (1601–1644)
                        1. Sir Edward Stradling, 3. Baronet (um 1624–vor 1646)
                          1. Sir Edward Stradling, 4. Baronet († 1685)
                            1. Sir Edward Stradling, 5. Baronet (um 1672–1735)
                              1. Edward Stradling (1699–1726)
                              2. Sir Thomas Stradling, 6. Baronet (1710–1738)

                      2. George Stradling (1621–1688)
                      3. Sir Henry Stradling († unsicher: 1649)

        2. Sir John Stradling († um 1435)